# Eleuternský most
Eleuternský most je starověký řecký obloukový most u krétského města Eleuterna v Řecku. Podobný druhý most, který stál kousek jižněji, se zřítil koncem 19. století a zůstalo po něm jen velmi málo stop.

## Popis
Zachovalá stavba má jediné pole o rozpětí 3,95 m, což je na nepravý oblouk poměrně velké. Otvor je vysekán z nezpevněných vápencových kvádrů ve tvaru rovnoramenného trojúhelníku, jehož výška je 1,84 m. Celková délka mostu měří 9,35 m. Jeho šířka se pohybuje od 5,1 do 5,2 m, přičemž směrem ke středovému bodu nad obloukem se konstrukce mírně sbíhá (tam je šířka 5,05 m). Výška se pohybuje mezi 4 a 4,2 m.

## Historie
Most, který je stále v provozu, poprvé popsal Angličan T. A. B. Spratt ve svém díle Travels and Researches in Crete poté, co toto místo navštívil v roce 1853. v té době stál o několik set metrů dál ještě další starověký most s trojúhelníkovým obloukem, který však byl, soudě podle pozdější zprávy, zničen někdy před rokem 1893.

## Datace
Ačkoli panuje obecná shoda, že oba mosty v Eleutherně pocházejí z předřímského období, přesnějšímu datování brání nedostatek vhodných nálezů. Podle Athanasiose Nakassise byl dochovaný severní most postaven někdy v helénistickém období, zatímco italský učenec Vittorio Galliazzo datuje stavbu přesněji do konce 4. nebo počátku 3. století př. n. l.